# Gyps melitensis
Gyps melitensis (сип середземноморський) — вимерлий вид яструбоподібних птахів родини яструбових (Accipitridae). Описаний у 1890 році за викопними рештками, знайденими на Мальті. В подальшому рештки цього виду були знайдені на інших островах Середземного моря, а також в континентальній Центральній і Південній Європі, зокрема в Іспанії.